# Yisroel Chaim Daiches
Yisroel Chaim Daiches, anche Israel Chaim Daiches (Kaunas, Darsūniškis, 1851 – Leeds, 23 giugno 1937), rabbino e importante talmudista, commentatore del Talmud di Gerusalemme (Yerushalmi).
In Inghilterra, fondò uno dei primi periodici di ricerca testuale, il Bet Va`ad la Hahamim (Assemblea del Saggio) (1902-1904), in cui si dissertava di questioni talmudiche.

## Opere
- Netivot Yerushalayim, Bava Qamma, Vilna, 1880
- Beth-Waad l`Chachamim. A monthly magazine for exegetic, talmudic dissertations, Jewish ritual and science, Londra, 1902-1904